# Pseudosphex melanogen
Pseudosphex melanogen är en fjärilsart som beskrevs av Dyar 1910. Pseudosphex melanogen ingår i släktet Pseudosphex och familjen björnspinnare. Inga underarter finns listade.